# 2004年台灣最愛一百小說大選
2004年台灣最愛一百小說大選是由誠品書店、聯經出版、《聯合報》聯合副刊與公共電視文化事業基金會所舉辦的一項活動，採取網路及書面投票方式，投票於2003年12月1日至2004年1月31日進行，投票結果亦隨即公佈於投票結束後。從2003年年末舉行活動開始後，實際參與投票者達62,719人次。

## 百大小說列表
- 《三國演義》
- 《水滸傳》
- 《西遊記》
- 《紅樓夢》
- 《老殘遊記》
- 《金瓶梅》
- 《傲慢與偏見》
- 《基督山恩仇記》
- 《簡愛》
- 《悲慘世界》
- 《射鵰英雄傳》
- 《倚天屠龍記》
- 《神鵰俠侶》
- 《天龍八部》
- 《鹿鼎記》
- 《笑傲江湖》
- 《城邦暴力團》
- 《大唐雙龍傳》
- 《魔戒首部曲》
- 《藍血人》
- 《銀河英雄傳說》
- 《哈利波特》
- 《怪奇馬戲團》
- 《第一次的親密接觸》
- 《我們不結婚，好嗎》
- 《有個女孩叫Feeling》
- 《檞寄生》
- 《夜玫瑰》
- 《你轉身，我下樓》
- 《風動鳴》
- 《B棟11樓》
- 《阿Q正傳》
- 《邊城》
- 《家》
- 《京華煙雲》
- 《傾城之戀》
- 《城南舊事》
- 《圍城》
- 《半生緣》
- 《兒子的大玩偶》
- 《臺北人》
- 《家變》
- 《桂花巷》
- 《人子》
- 《千江有水千江月》
- 《寒夜三部曲》
- 《孽子》
- 《曾經》
- 《鰸魚手記》
- 《橘子紅了》
- 《鹽田兒女》
- 《北京法源寺》
- 《沈默之島》
- 《荒人手記》
- 《逆女》
- 《傷心咖啡店之歌》
- 《燕子》
- 《古都》
- 《白色巨塔》
- 《61x57》
- 《流浪者之歌》
- 《大亨小傳》
- 《小王子》
- 《追憶似水年華》
- 《亂世佳人》
- 《老人與海》
- 《看不見的城市》
- 《百年孤寂》
- 《刺鳥》
- 《如果在冬夜，一個旅人》
- 《香水》
- 《生命中不能承受之輕》
- 《過於暄囂的孤獨》
- 《惡童日記》
- 《牧羊少年奇幻之旅》
- 《時時刻刻》
- 《一個藝妓的回憶》
- 《清秀佳人》
- 《蘇西的世界》
- 《紙牌的秘密》
- 《麥田捕手》
- 《未央歌》
- 《海水正藍》
- 《少年小樹之歌》
- 《藍色大門》
- 《危險心靈》
- 《福爾摩斯探案全集》
- 《亞森羅蘋全集》
- 《東方快車謀殺案》
- 《玫瑰的名字》
- 《第8號當舖》
- 《奈米獵殺》
- 《世界末日與冷酷異境》
- 《冰點》
- 《挪威的森林》
- 《廚房》
- 《國境之南、太陽之西》
- 《陰陽師》
- 《深河》
- 《海邊的卡夫卡》